# Carl Zeiss (tvrtka)
Carl Zeiss ili Zeiss njemački je proizvođač optičkih sustava, industrijskih mjernih uređaja i medicinskih uređaja, osnovan u Jeni u Njemačkoj 1846. godine od strane optičara Carla Zeissa. 
Carl Zeiss zajedno s Ernstom Abbeom (pridružio se 1866.) i Ottoom Schottom (pridružio se 1884.) izgradio je bazu za suvremenu optiku i proizvodnju. Trenutačno postoje dva dijela tvrtke, Carl Zeiss AG, smještena u Oberkochenu s važnim podružnicama u Aalenu, Göttingenu i Münchenu, a Carl Zeiss GmbH smješten u Jeni.
Carl Zeiss AG je glavna tvrtka grupacije Zeiss Gruppe, jedna od dvije velike divizije tvrtke Carl-Zeiss-Stiftung. Zeiss Gruppe nalazi se u Heidenheimu i Jeni. Pod nadzorom Carl-Zeiss-Stiftung su proizvođači stakla Schott AG i Jenaer Glas, koji se nalaze u Mainzu i Jeni. Carl Zeiss je jedan od najstarijih postojećih proizvođača optike na svijetu. 